# Falset
|  | No s'ha de confondre amb Falset (veu). |

Falset és un municipi, capital de la comarca del Priorat. Se situa cap al centre de la meitat meridional de la comarca i està molt ben comunicat (a 30 minuts de Reus i 40 de Tarragona).
És el municipi més poblat de la comarca i, en conseqüència, el que té un nombre més gran de comerços i serveis: centre d'assistència primària mèdica, llar d'infants, escola, institut, biblioteca, teatre, museu, arxiu, església, camp de futbol, piscina, pavelló poliesportiu, comissaria policial, jutjat de primera instància, mercat setmanal, etc. De la mateixa manera, Falset té un teixit associatiu força potent que fa que el poble sigui un bull permanent d'activitats culturals, esportives, socials i festives.
El terme de Falset, poblat des de la prehistòria, sembla tenir el seu origen com a municipi durant l'Al·làndalus, moment en què el turó de la plana estava coronat per una petita alqueria musulmana. Amb la reconquesta de les muntanyes de Siurana, el 2 de febrer de 1168, el seu senyor, Albert de Castellvell, va donar el lloc de Falset al castlà Pere de Déu per construir-hi una fortificació i repoblar la zona reconquerida pels cristians. No fou fins al 5 de maig de 1191 que Pere de Déu signà la carta de poblament als habitants del terme, concedint-los els drets i deures. Al voltant d'aquest castell del segle XII va créixer el poble actual.

## Etimologia
Per bé que apareix documentat ja al segle xiii (Falceth) és dels topònims catalans que encara avui dia no tenen una etimologia clarament definida.
L'etimologia popular el fa derivar de falç (a l'escut de la vila n'hi ha un parell), cosa que faria que el nom de la vila s'hagués d'escriure amb c: Falcet. Es tracta, segurament, d'una de tantes etimologies populars sorgides de la imaginació que fa que en els escuts dels nostres municipis apareguin símbols que no tenen res a veure amb el veritable origen del nom del poble. Cal dir que a l'escut de Falset, hi apareixen dues falçs, a banda i banda d'un castell daurat central caironat d'atzur, el color heràldic del comtat de Prades.
Altres propostes fetes des de l'àmbit acadèmic el vinculen al mot llatí felix -icis (que en català va donar feliç) o a ser un derivat de falks, que designa un lloc caracteritzat per un castell o torre (en aquest cas, falkset, en diminutiu, per diferenciar-lo d'altres existents al Bages i a la Baixa Ribagorça). També podria tenir un origen àrab i venir de hàll Sa'íd (la residència de Saíd), entre altres opcions.
Val a dir que l'intel·lectual falsetà Salvador Estrem i Fa proposava d'escriure Falcet. Aquest autor es basava en la documentació antiga per a fer una tal proposta, ja que fins pràcticament al segle xix no es va introduir la grafia Falset.

## Geografia
| Gratallops           | Porrera |                       |
| Bellmunt del Priorat |         | Pradell de la Teixeta |
| El Masroig           | Marçà   |                       |

La meitat sud-oest del terme és una gran plana, mentre que a la meitat nord-est comencen els contraforts de les serres que marquen la complexa orografia de la meitat septentrional de la comarca.
La plana es mou entre 300 i 380 metres d'altitud. La vila de Falset es troba a aquesta darrera altitud. Aquesta part plana és tota la zona de confluència del barranc de la Vila, que neix a les muntanyes de Sant Gregori, i el barranc de la Foïna, que neix a la partida dels Fontanals. Tots dos barrancs, ja units, surten del terme de Falset cap al sud-oest, formant el barranc de l'Anguera, més endavant anomenat barranc dels Molins. En aquesta zona hi ha encara, just al sud del turó de Coll de Móra, de 333 m. alt., el barranc d'Aiguassals, que s'aboca al barranc dels Molins just al límit del terme de Marçà amb Bellmunt del Priorat.
D'altra banda, la zona més muntanyosa conforma la petita vall del barranc de les Sentius, que marxa cap al nord de la comarca, per formar el riu Cortiella ja a l'alçada de Porrera. Al nord-oest del terme, zona també orogràficament molt accidentada, discorre el barranc de la Sardana, que té a la capçalera el barranc del Barretot i el barranc dels Masos, i el seu afluent, el barranc del Pistoles, que s'aboca al riu de Siurana al límit amb el Lloar.
Tot el límit de llevant del terme, que el separa de Pradell de la Teixeta, és muntanyós: comença al sud per la muntanya de les Soleies, de 541 m., va a buscar el Coll del Guix, de 539 m., per on discorre la carretera principal del terme, la que ve de Reus, s'enfila cap a la Pòpia, de 671 m., i continua en direcció nord, cap a Porrera, seguint una carena que va davallant progressivament.
El límit septentrional, que el separa del terme de Porrera, és també accidentat: des de la carena descrita fa un moment, trenca cap a ponent i aproximadament seguint unes carenes, ateny lo Querol, de 602 m d'alçada, i poc després la Pedra del Terme, de 601, al lloc anomenat la Serra Alta. Després ja va baixant gradualment, en direcció de Gratallops, cap al riu de Siurana, que entra en contacte amb el terme de Falset a uns 175 m. d'alçària.
El límit de ponent, amb Gratallops breument i després amb el Lloar, el forma el riu de Siurana, per la qual cosa la línia termenal és molt sinuosa. Va baixant progressivament fins als 125 m. d'altitud, just en trobar-se amb el termenal de Bellmunt del Priorat, moment en què la línia termenal deixa de ser el riu. S'enfila cap a la Serra d'Obagues, a uns 375 metres d'altitud, i torna a baixar cap a la zona de les mines de Bellmunt (una de les mines és dins del terme de Falset) i dels molins: els Molins de la Vila, de Bellmunt, i el Molí de Falset, en el barranc ara anomenat de Molins, que és el de la Foïna, amb l'adjunció de tota una sèrie de torrents complementaris. Un bon tros torna a ser el barranc qui fa de termenal, el qual torna a esdevenir sinuós. El darrer tram del terme de ponent torna a ser muntanyós: és el límit amb el Masroig. Per anar-lo a trobar, la línia de terme s'enfila sobtadament del barranc, a uns 215 m. d'altitud, de dret cap a l'Ereta de les Bruixes, de 337,5 m., tot i que no arriba a tocar el cim. Després, sempre cap al sud, va a buscar els tossals del Collroig, de 343 m., a prop d'on torça ja cap a llevant.
El meridional, límit amb els Guiamets i Marçà, esdevé ràpidament pla, baixant des de lo Collroig, i és de caràcter bastant arbitrari, tot i que va seguint aproximadament unes suaus carenes al voltant dels 350 metres d'altitud, anomenades els Colls de Móra. Cal dir que la línia termenal passa a frec de la mateixa vila de Falset, just al seu sud, des d'on s'enfila suaument cap a la ja esmentada Muntanya de les Soleies seguint aproximadament una altra carena.
A l'interior del terme destaquen al sud-est de la vila els turons de Sant Cristòfol, de 541 m., i les Torres d'Altafalla, que arriba als 633 (és on hi ha el repetidor de telecomunicacions). És aquesta una zona amb importants avencs, com el de les Torres i el de Sant Cristòfol. Al nord-est destaca lo Morrot, de 681 m., que culmina una serra anomenada lo Morral. Al nord, hi ha el cim de los Masos, de 627 m. i de los Colls de Porrera, de 555, que constitueixen una mateixa serra. Al nord-oest, les Obagues, amb 432 m. d'alçària.

## La vila
Habitat des de la prehistòria, a la zona de les ermites de Sant Gregori i Sant Cristòfol, de les Torres d'Altafalla i de les Quimeres, el nucli actual es troba en una zona planera una mica a ponent del poblament primitiu. Tot i que l'orografia del terme de Falset és inclinada vers l'Ebre, la població (com la comarca) ha estat vinculada tradicionalment al Camp de Tarragona.

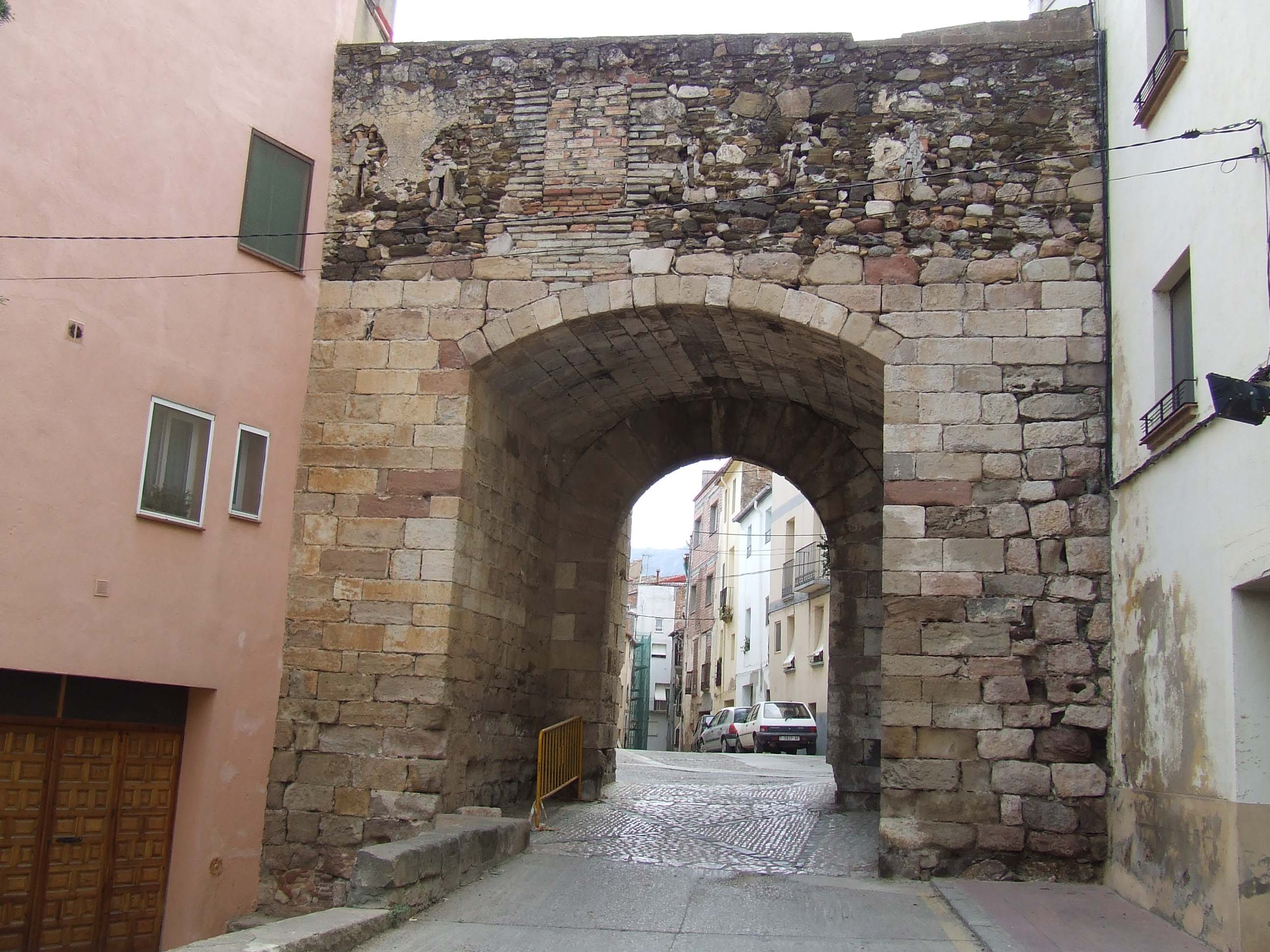
Portal del Bou

El nucli medieval antic, creat entre l'església i el castell, i conegut com a Malanyet, va créixer amb una sèrie de carrers paral·lels, que uneixen el carrer de Dalt i el carrer de Baix, amb la plaça d'Àngel Marquès com a centre de la vila medieval. Es conserven fragments de les muralles medievals i el portal del Bou, l'únic en peu que queda dels cinc que hi hagué. Així com la fortificació d'època moderna que va engrandir la fortificació medieval, de la qual pràcticament només es conservaven les dues torres que caracteritzen el castell de Falset.

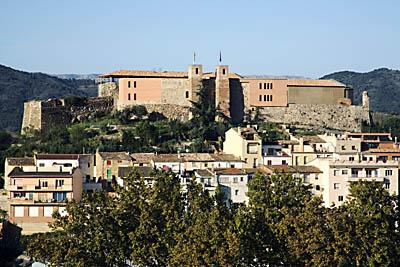
Vista del Castell de Falset

El castell de Falset , que podria ocupar l'antic resinte d'una petita alqueria musulmana, és d'origen medieval. Datat de la segona meitat del segle xii, va ser seu de la baronia d'Entença i després del comtat de Prades. Amb una història mil·lenària, va ser residència d'importants membres de la família reial catalanoaragonesa com l'infant Pere d'Aragó, Elionor de Prades, reina de Xipre i de Jerusalem, i Margarida de Prades, reina de la Corona d'Aragó i darrera reina de la dinastia de Barcelona com a esposa de Martí l'Humà. El baluard del castell va ser l'últim reducte austriacista abans de la caiguda de Barcelona durant la Guerra de Successió, l'11 de setembre de 1714.
El castell conserva estructures medievals, com l'església romànica (en part destruïda i convertida en presó), les parets del palau gòtic, espai reconstruït que actualment acull el museu comarcal. A l'altra banda del pati d'armes, abraçant les dues torres originals, es va reconstruïr l'antic espai que ocupaven les oficines administratives del comtat per acollir-hi, avui, l'arxiu comarcal del Priorat. Cal dir que, s'hi ha fet una notable feina de reconstrucció, que pot ser molt discutible però que no ha pretès en cap moment fer passar el nou per vell: amb la simple observació es pot veure perfectament què s'havia conservat i què ha estat refet, tant pels materials com pels colors que s'hi han fet servir. Això és degut al molt mal estat de la fortificació abans de la reconstrucció i de les moltes modificacions posteriors a l'edat mitjana que s'hi han fet.

Com a curiositat, darrere del castell s'hi va fer l'última execució pública de la demarcació, el 1892, i l'antepenúltima de Catalunya amb garrot vil. Els condemnats a mort van ser una veÏna de Cabacés, Maria Rosa Macip Prunera, José Ferré Sas (Manduco) i Francisco Ferré Sabaté (Quico Basetas) que, per motius econòmics, van organitzar un complot per matar el marit d'aquesta. Van ser executats darrere l'absis del castell, lloc tradicional d'execució al municipi, un dia de tardor de 1892 a l'alba davant l'atenta mirada de milers de curiosos vinguts d'arreu de la demarcació.

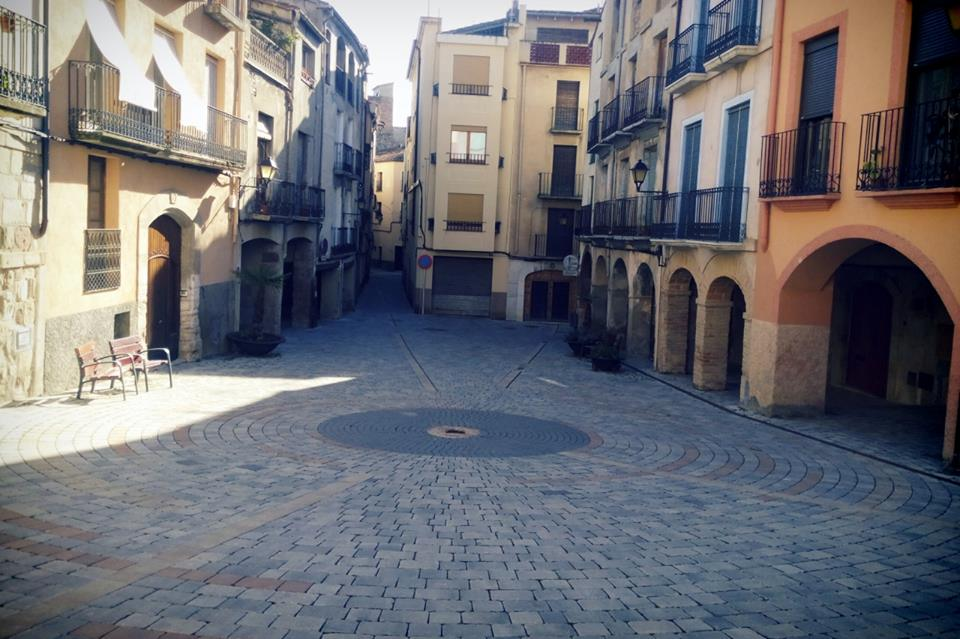
Plaça Vella o d'Àngel Maquès

És de destacar, dins del recinte clos del Falset antic, la plaça Vella (oficialment dita d'Àngel Marquès). Té poc interès arquitectònic, llevat del fet que és porxada, que conté desenes de sitges soterrades i un parell d'edificis nobles al costat nord, però històricament té gran valor, perquè antigament hauria acollit l'ajuntament medieval i les fires i mercats locals. Tot plegat, abans que la plaça de la Quartera es convertís amb el centre neuràlgic de la vila. Cal esmentar també el call jueu, situat entre la plaça Vella i la de la Quartera, que fou molt destruït per les remodelacions urbanes de l'edat moderna, però que encara conserva alguns elements arquitectònics dins de diferents cases de la zona i hauria sigut important al sud de Catalunya pel seu elevat nombre d'habitants.
L'església parroquial de Santa Maria de Falset és una obra de dimensions gegantines. De fet, la planta és gòtica, però la seva lenta construcció va fer que anessin canviant les formes amb què s'alçava: hi ha elements barrocs i neoclàssics, sobretot. Finalment es va consagrar el 1770. És la seu de l'Arxiprestat del Priorat, de l'Arquebisbat de Tarragona.

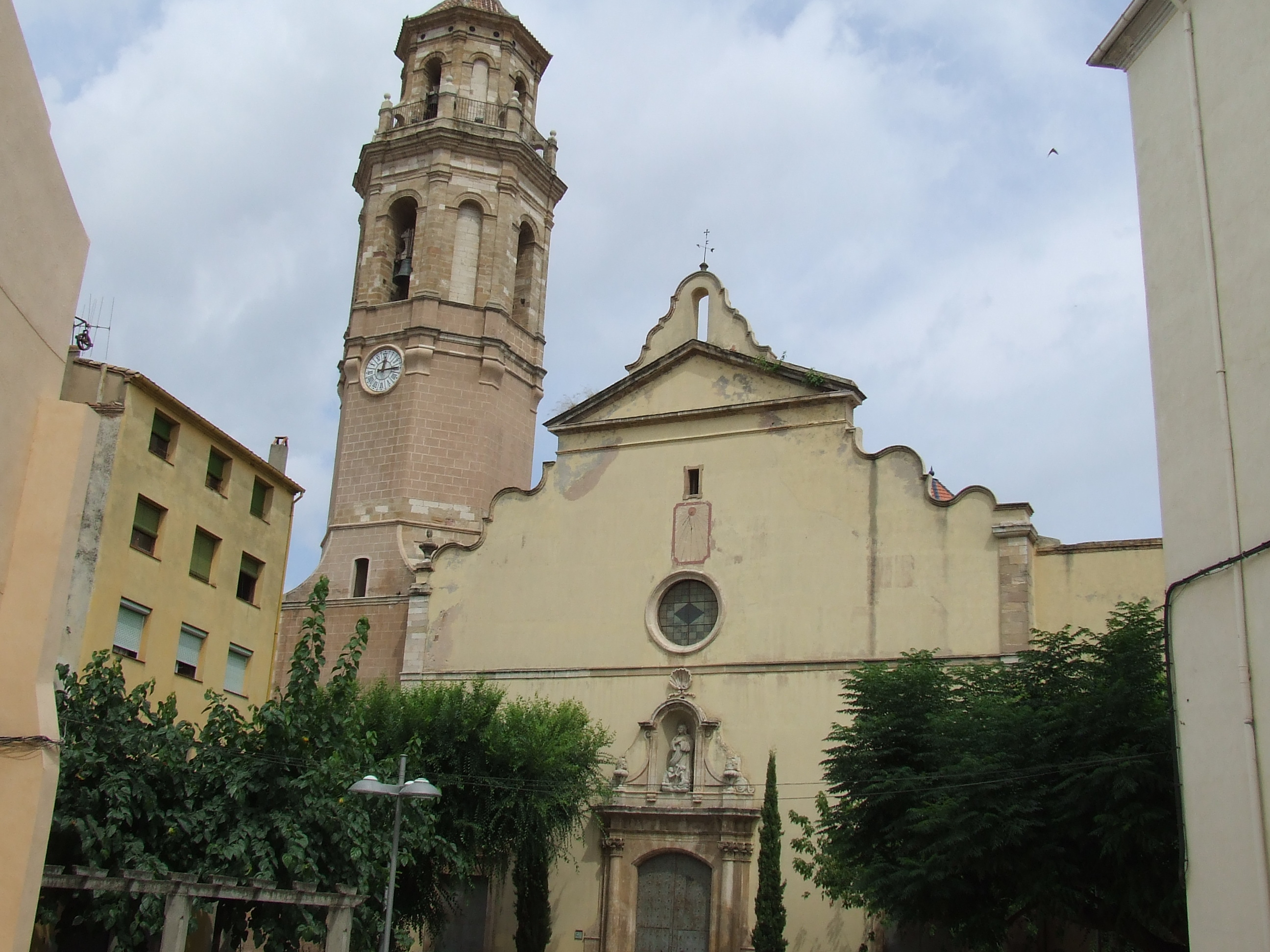
Església parroquial de Santa Maria

Entre els edificis notables de la vila hi ha diversos palaus senyorials, avui dia tots convertits en seus d'institucions públiques:

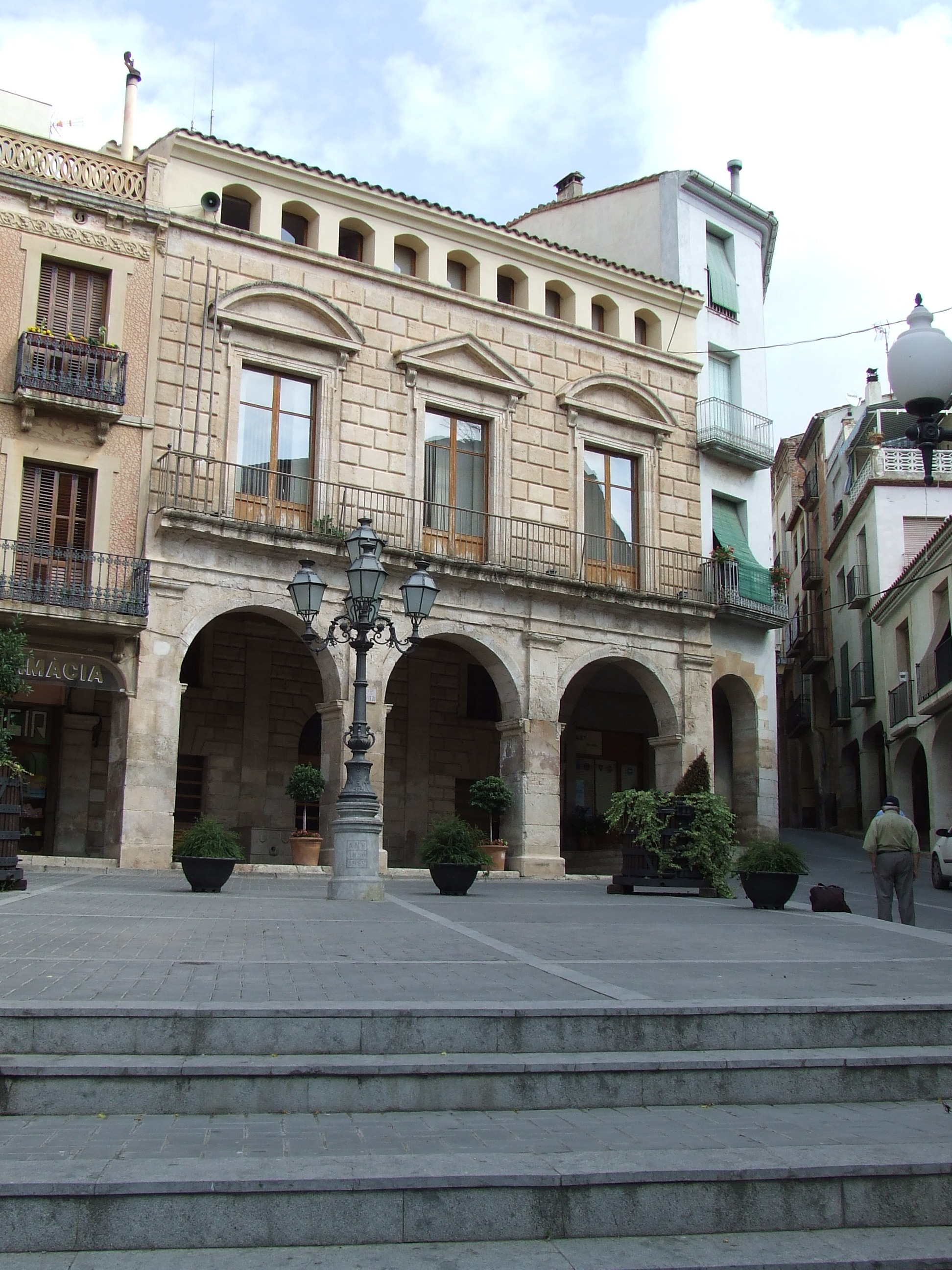
Palau dels Ducs de Medinaceli, seu de l'Ajuntament

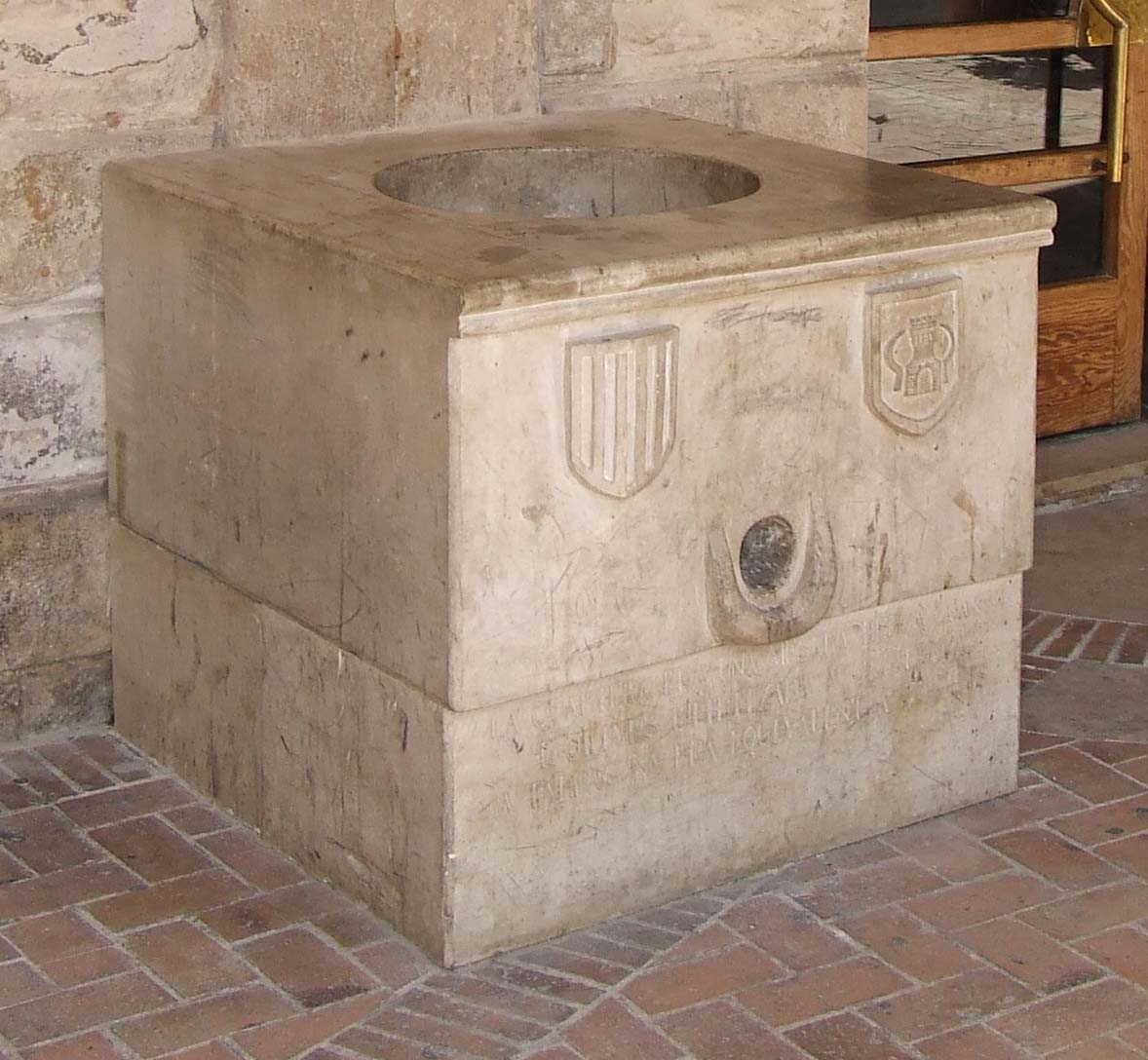
La Quartera

El Palau dels Ducs de Medinaceli, del (segle xvi) és actualment la seu de l'Ajuntament de Falset. Aquest palau és del 1630, i obeeix a l'estil renaixentista. Fou primer palau dels Comtes de Prades, que emparentaren després amb els Ducs de Cardona i encara més tard amb els Ducs de Medinaceli, que és el nom que n'ha perdurat. Actualment l'interior de l'edifici consistorial està reformat degut a les necessitats de l'Ajuntament però l'exterior es conserva gairebé igual a l'original. És al lloc més elevat de la plaça de la Quartera, plaça passeig porxada que és el centre neuràlgic de la vila. Precisament pren el nom de la Quartera per una enorme peça tallada a la pedra que servia com a mesura estàndard de la quartera de gra, que és al costat de l'entrada de la Casa de la Vila (tot i que la pedra actual és una reconstrucció moderna de l'antiga).

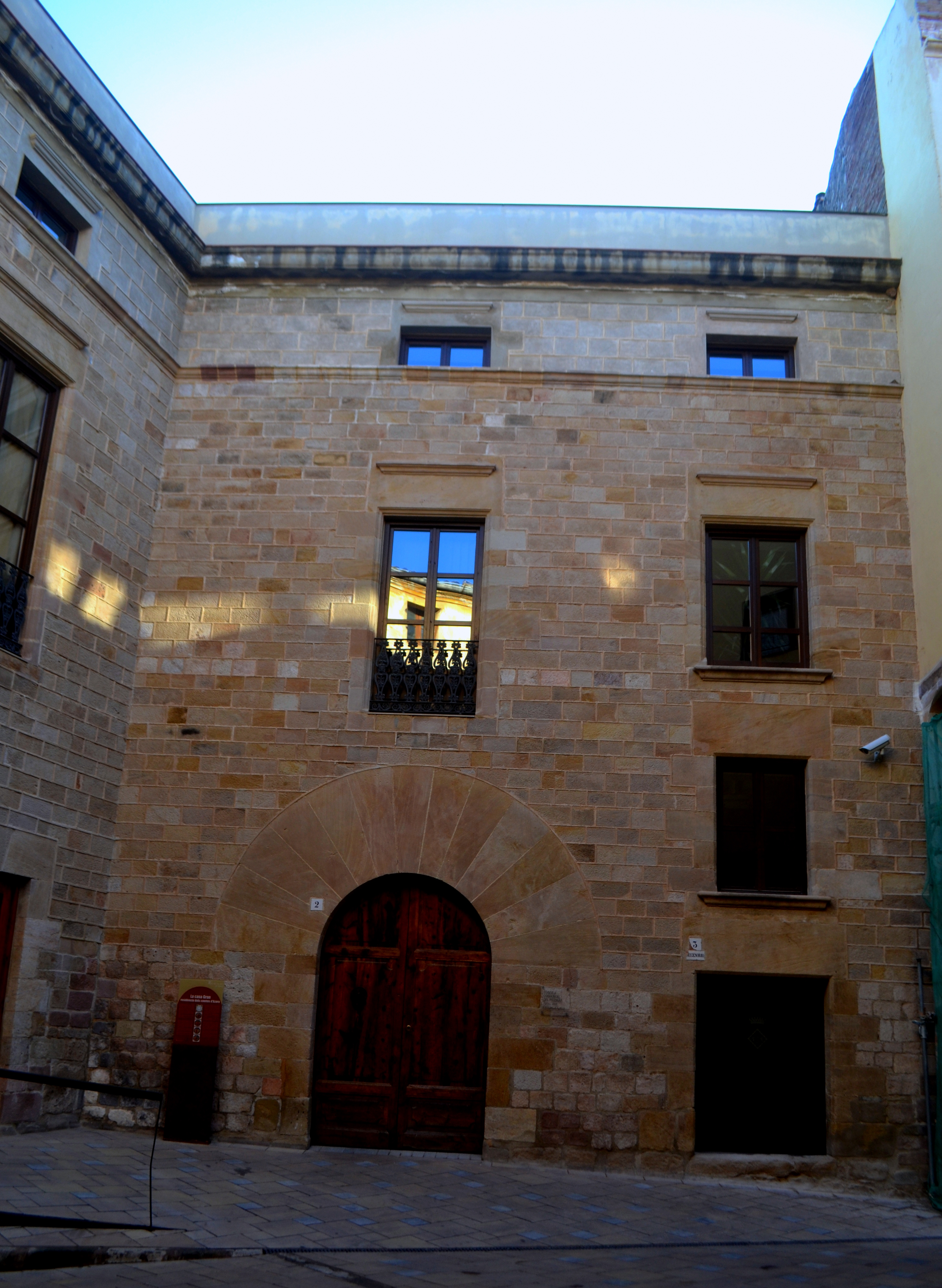
Palau dels Comtes d'Azara, seu del Consell Comarcal

El Palau dels Comtes d'Azara, o Azahara, d'origen gòtic amb molts elements d'aquella època i d'altres de posteriors, sobretot del segle xviii. Està construït seguint el model dels palaus catalans, amb una gran escala de volta catalana que puja a la planta noble des del pati d'entrada per als carruatges. El pati és coronat per una lluerna damunt d'una volta on estat pintats els escuts d'armes dels estadants originals del palau. Actualment és la seu del Consell Comarcal del Priorat. De la mateixa manera que l'Ajuntament, aquest edifici ha estat reformat completament per l'interior però conserva el pati amb l'escalinata i els balcons interiors i altres elements com el sostre de fusta o la lluerna amb els escuts d'armes comtals. La façana és conservada gairebé com l'original.

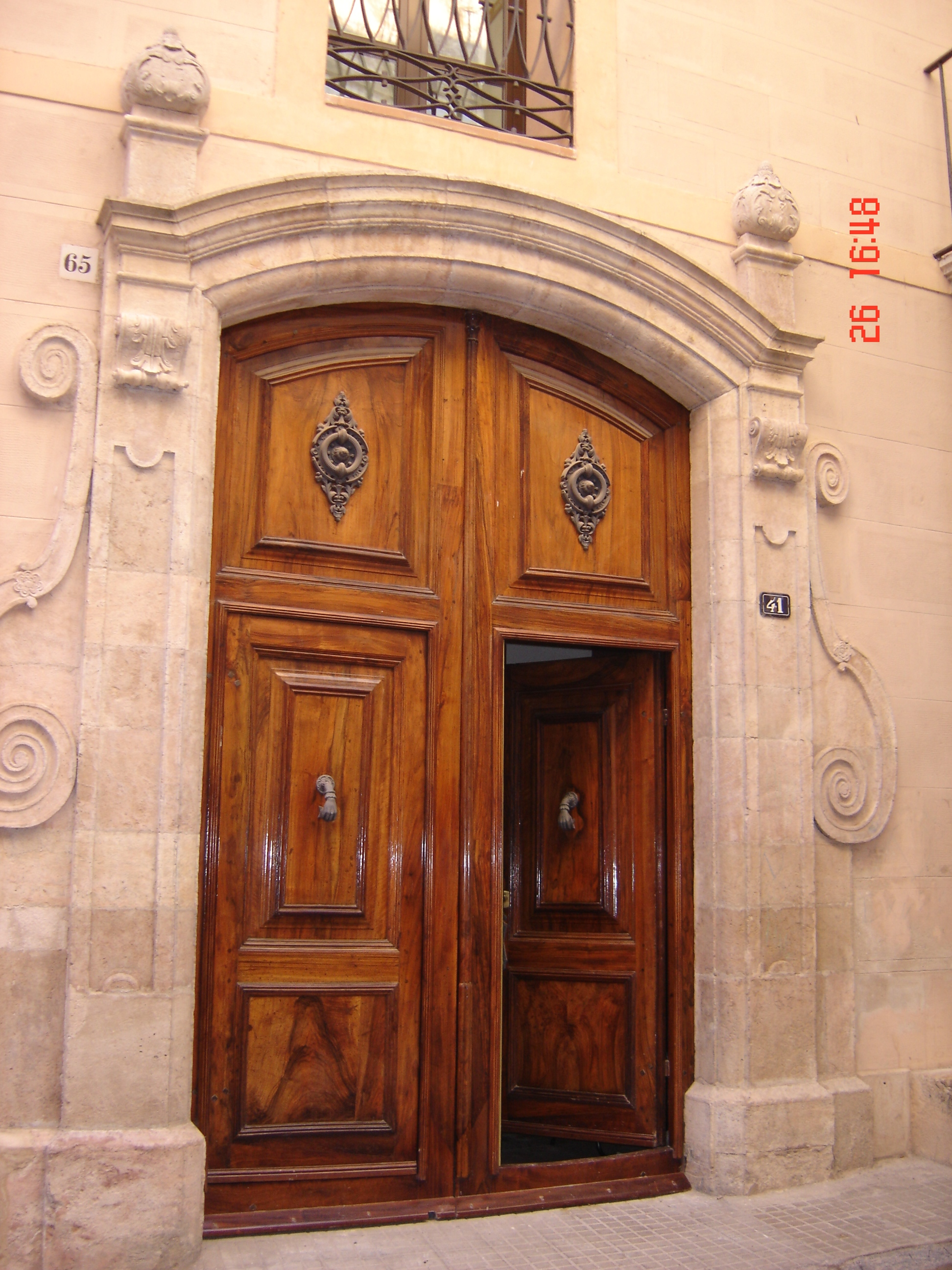
Entrada de Cal Magrinyà

Cal Magrinyà és una casa situada al capdamunt del carrer de Baix, que incloïa en els seus baixos la Font del Batlle, els safareigs públics de la vila. Actualment la casa acull la biblioteca municipal Salvador Estrem i Fa, un gran equipament de dues plantes. Als baixos, accedint des de la Font del Batlle, es troba la Casa de la Festa, que s'aprofita per a exposicions i conté la mostra dels elements, gegants i bestiari festiu. Davant de la Font del Batlle, a l'antiga Casa Pàmies, s'hi troba la Casa de la Música, on hi ha l'escola de música, i als seus baixos, un espai de cotreball.
El poble va trigar a saltar muralles. Al segle xx i, sobretot, al segle xxi, el poble ha experimentat un creixement lent però sostingut, urbanitzant nous barris com els Corredors, la Font Vella, la Nevera, la Piscina, l'Era, la Sénia del Padró i el Tancat. Entrats al segle xx, es van continuar construïnt grans edificis destacables d'importància en l'actualitat:

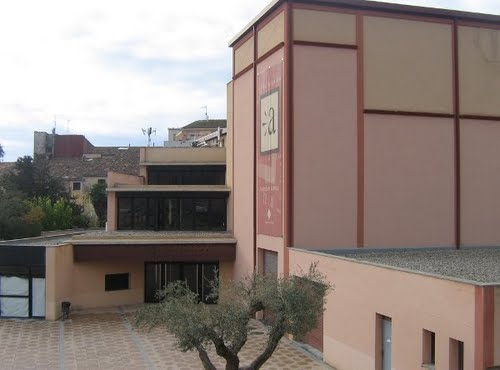
Teatre Municipal L'Artesana

El teatre L'Artesana, tot i haver estat alçat de nou, conserva l'espai que ocupava l'original del segle xix. Inaugurat el 1880 com a seu de la Societat l'Artesana, va passar a noves mans privades a la dècada de 1930 com a Teatro-Cine Priorato, i va tancar el 1989, quan l'adquirí l'Ajuntament de Falset per reobrir-lo el 2003 com a teatre municipal, l'únic equipament escènic de la comarca d'aquestes característiques. Amb capacitat per a 495 espectadors, el teatre compta amb una programació cultural estable.

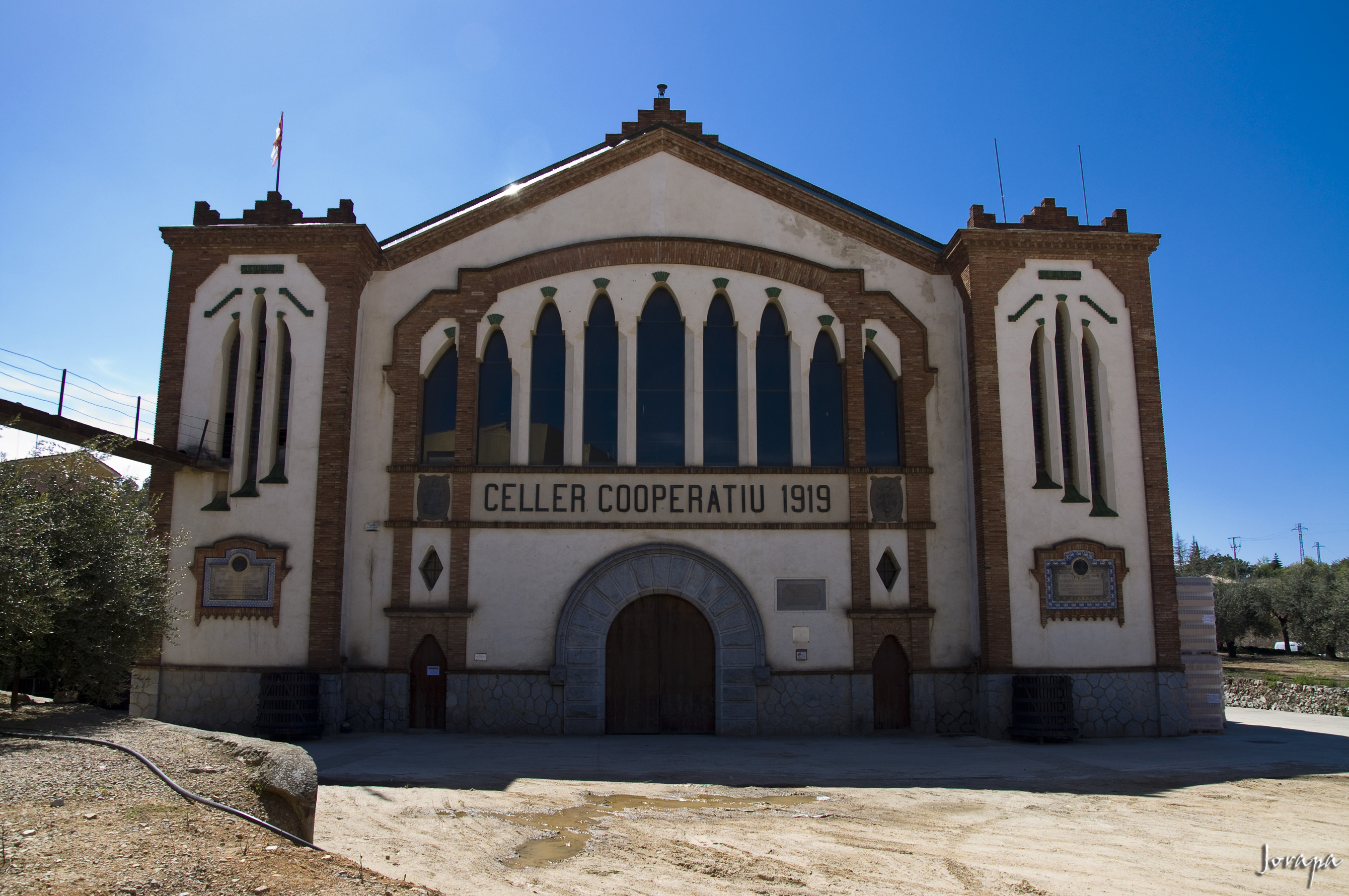
Celler Cooperatiu

El Celler Cooperatiu, projectat per Cèsar Martinell, deixeble de l'arquitecte Antoni Gaudí, el 1919, és un notable edifici modernista, fet amb grans arcades de maó, com és característic del modernisme. És un dels cellers cooperatius més destacats de Catalunya, i per això se l'inclou dins de la categoria de catedral del vi. Actualment és la seu principal de la Cooperativa Agrícola Falset-Marçà.

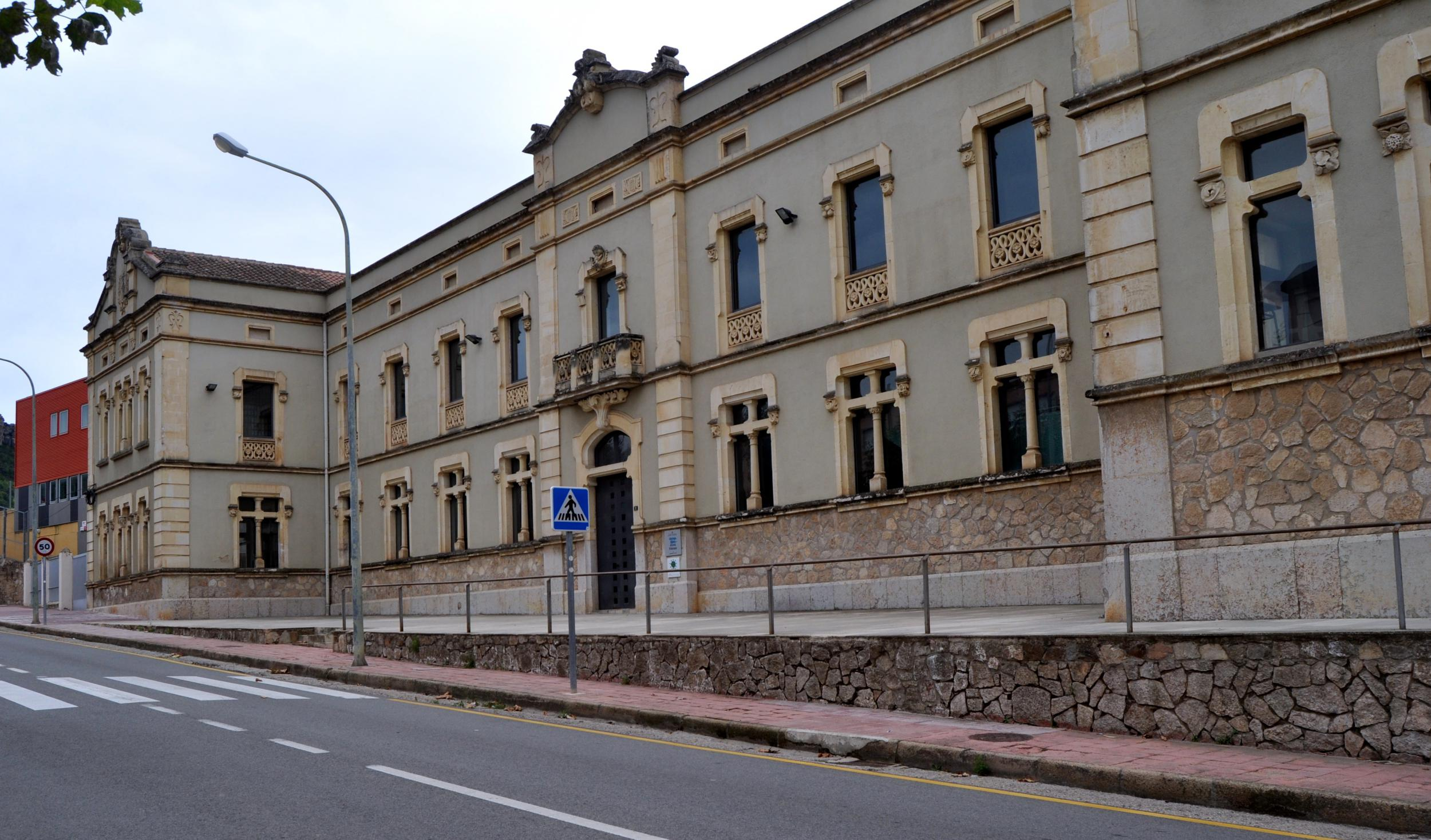
Escola Antoni Vilanova

L'escola pública Antoni Vilanova, és un edifici d'estil modernista de grans dimensions inaugurat l'any 1916 que actualment acull l'alumnat d'educació infantil i primària.
Pel que fa a educació, al costat de l'escola es troba la llar d'infants municipal Espígol, inaugurada el 2006. I, als afores del poble, l'institut Priorat, que és un dels dos instituts públics que hi ha a la comarca, fet pel qual hi assisteixen alumnes de tot el Priorat. Es tracta d'un gran complex alçats als anys cinquanta sota el nom de Col·legi Sant Pau i on s'ofereix l'educació secundària, batxllerat humanístic, social, científic i tecnològic, i cicles formatius de grau mitjà i grau superior. Completen l'entorn educatiu l'Escola d'Enologia Jaume Ciurana, el Centre de recursos educatius del Priorat i el Centre Tecnològic del Vi (VITEC).
Pel que fa a la sanitat i seguretat, Falset compta amb un centre d'assistència primària (CAP) i un servei de rehabilitació, un parc de bombers, la llar residència Montsant per a persones amb discapacitat intel·lectual. I a l'altre extrem del poble es troba la comissaria dels Mossos d'Esquadra, el jutjat de primèra instància i la residència Les Vinyes, un centre de dia i residència per a la tercera edat que ocupa un gran edifici d'estil barroc, antic convent de les germanes Carmelites, seu de la desapareguda escola del Sagrat Cor i de l'antiga llar d'infants municipal.
En l'àmbit esportiu, Falset concentra en dues zones les instal·lacions esportives. Al barri de la Piscina s'hi troben les piscines, de 1969 i remodelades el 2023, una pista multiesportiva descoberta i unes pistes de pàdel. I al barri de la Font Vella es troba el camp de futbol Nou Domènech-Aragonès i, al costat, el pavelló poliesportiu i un circuit de pumptrack. 

## El terme

### Altafalla (o les Torres)
Les Torres d'Altafalla són un antiga torre medieval (o fins i tot anterior), del qual en queden poques restes físiques, però força de documentals, situat dalt del serrat que es dreça al nord-est del poble, al cim del qual hi ha les antenes dels repetidors i de telefonia. Les torres i les muralles foren enderrocades pels francesos el 1808 com a revenja de les accions de resistència dels falsetans contra la seva dominació.

### Les Quimeres
És una partida situada a llevant del terme, al límit amb Pradell de la Teixeta, i, tot i que actualment és un despoblat, en èpoques antigues degué ser almenys tan poblat com Altafalla i Sant Gregori. S'hi van trobar dos enterraments col·lectius, pertanyents a l'Eneolític. Es tracta d'un serrat, la Serra de les Quimeres, de 642 m. alt., que és continuació cap al nord-est de les Torres d'Altafalla, al nord del Coll del Guix, per on passa la carretera N-420. Aquesta serra enllaça amb el Morrot, de 682 m. d'altura. Al voltant d'aquesta serra s'estén un territori amb unes quantes coves i avencs, repartides entre Falset i Pradell de la Teixeta, que devien contenir habitacles prehistòrics. Just al nord de les Quimeres, a més, hi ha una partida anomena l'Ermita Vella, que, tot i no tenir-ne cap resta visible, fa pensar en un poblament eremític, cosa que agermana aquesta partida amb la de Sant Gregori.

### Sant Cristòfol

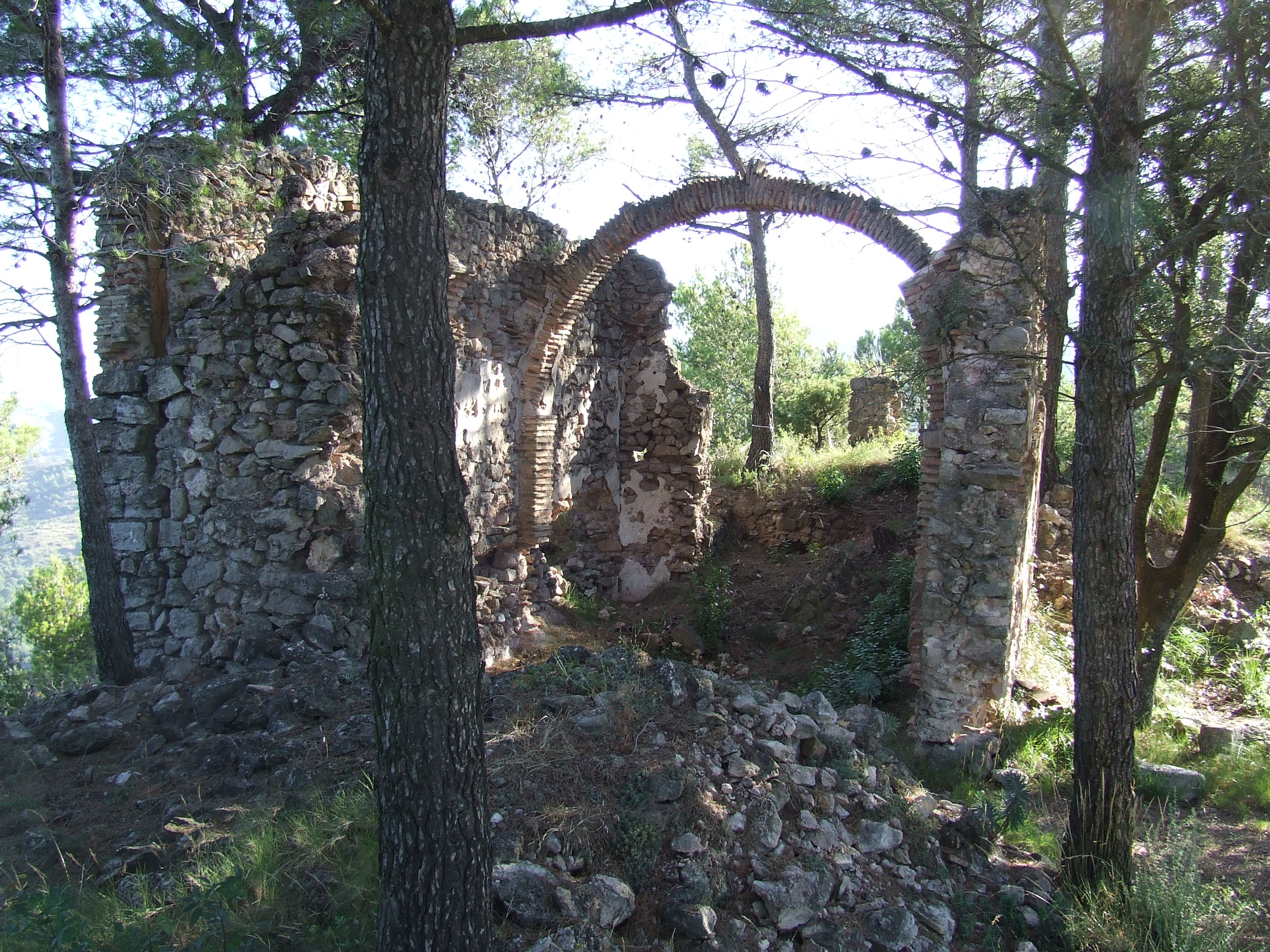
Ruïnes de l'ermita de Sant Cristòfol

L'ermita de Sant Cristòfol, de la qual queden només unes ruïnes, fou un temple medieval transformat cap al segle xvii i modernament abandonat. Resten algunes restes, a prop, més amunt i al nord de l'ermita de Sant Gregori, com traces de la porta primitiva i una fotografia de mitjan segle xx que mostra que hi havia un finestral gòtic, que fan versemblant aquest origen medieval. Hi ha hagué intents, que no van reeixir, de restaurar el temple a principis de la dècada dels 30 del segle xx, però aquests intents, que pretenien restaurar les ermites veïnes de Sant Cristòfol i Sant Gregori, només donaren prou recapte per a restaurar la segona. Sota mateix de les ruïnes, en una cavitat a l'interior de la roca, hi ha la cova del mateix nom, que degué ser, en èpoques remotes, l'habitacle de l'ermità de Sant Cristòfol. Des de la mateixa boca de la cova, i sobretot des d'un mirador que hi ha al damunt seu, es pot veure de forma magnífica la vila i el terme de Falset.

### Sant Gregori
L'ermita de Sant Gregori és a poc més d'un quilòmetre del poble. Està situada en un fons de vall, anomenat Pla del Castanyer, al peu de la Serra de les Soleies, i de les Torres d'Altafalla, on hi ha els repetidors de telecomunicacions.

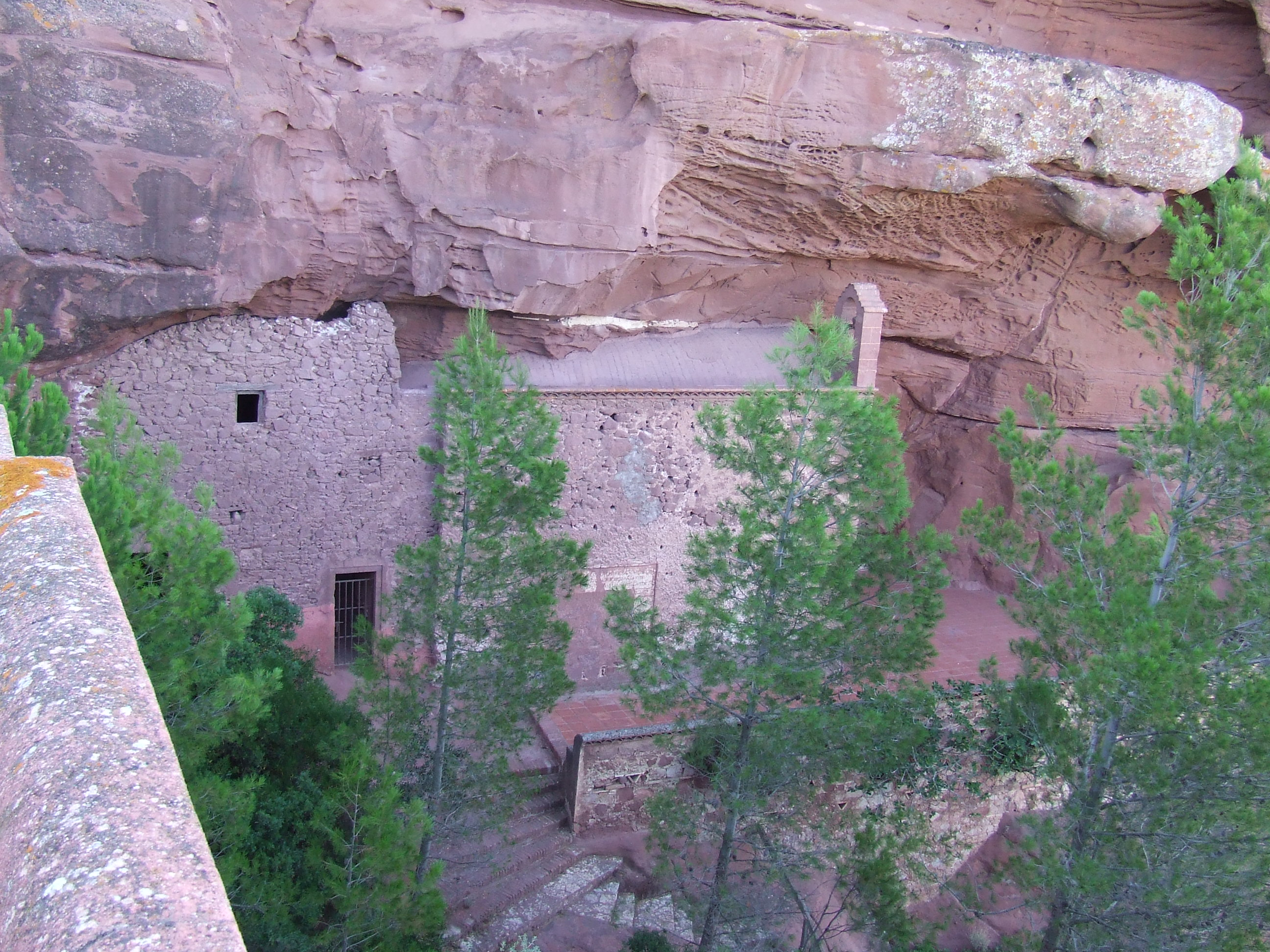
L'ermita de Sant Gregori

La seva terra rogenca i les formes que el temps ha esculpit en les seves roques fan que sigui un lloc d'obligada visita, tant pel lloc on està situada l'ermita com pels seus entorns. És destacable, davant per davant de l'ermita, la roca del Gegant, que sembla ben bé la cara de perfil d'un ésser gegantí.
L'ermita actual és reconstruïda després del 1927, quan es desprengué una part del sostre de la balma on està situada i va destruir en part l'ermita anterior. Ara bé, tant la mateixa ermita com l'habitacle troglodític que té annex fa pensar en un poblament molt antic, que amb el temps s'ha anat renovant.
La visita a Sant Gregori, i, si pot ser, la pujada de primer a la gran creu que hi ha al damunt mateix i després cap a l'ermita de Sant Cristòfol i la seva cova és una de les excursions obligades en el terme de Falset.

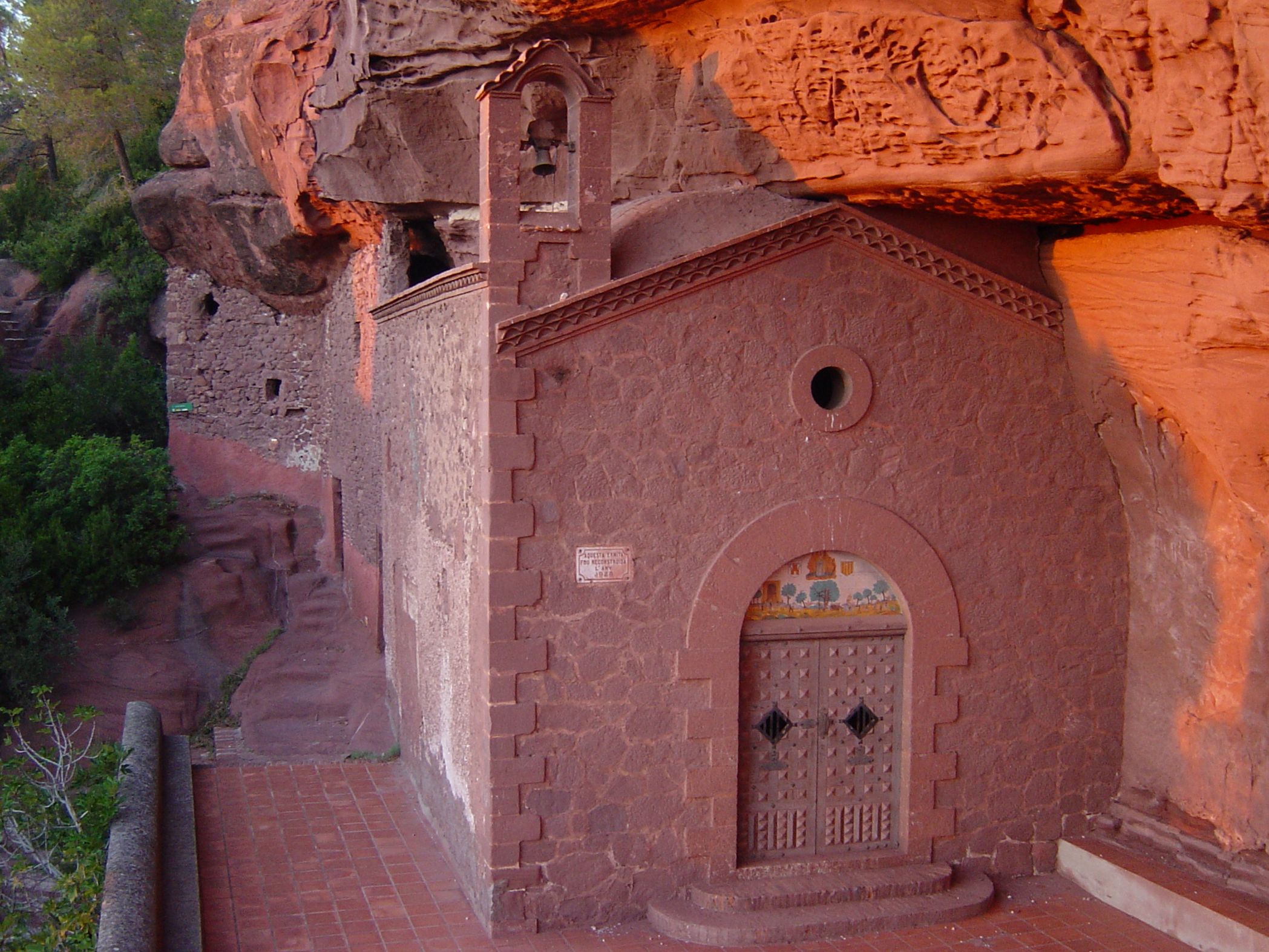
Una altra vista de l'ermita

Quan s'arriba als peus del lloc on es troba l'ermita es troba de primer un parc públic pensat com a zona d'esplai, i l'esquelet de l'església inacabada de Sant Antoni. Davant seu s'alça una creu de ferro damunt d'un pedestal senzill. La tradició diu que hem de fer tres tombs a la creu per tal quedar deslliurats de mals durant la nostra estada en aquell lloc.

## Història
En l'apartat dedicat a la descripció de la vila de Falset ja hem anat esbossant alguns detalls de la seva història. Ara en farem un resum per èpoques, que qui vulgui pot ampliar amb els enllaços externs i la bibliografia esmentada en aquest article.

### Edat mitjana
Comencem la part històrica documentada amb els àrabs: el valí de Siurana, que dominava gairebé tot el Priorat, va vendre el lloc de Falset al valí de Garcia, poc abans que fos conquerit tot el territori de la comarca per Ramon Berenguer IV. El 1151 ja era castlà del lloc de Falset Arbert de Castellvell, i la repoblació del "loco deserto et heremo qui vocant Falseth" (lloc desert i despoblat que anomenen Falset) fou bastant ràpida. Arbert de Castellvell havia donat el lloc, perquè en fes el repoblament, a Pere de Déu, qui havia de construir-hi una fortalesa per a la defensa del lloc. Hi hagué, al llarg del segle xii, molts plets i confusió sobre la senyoria del lloc, que al final fou reconegut a favor del de Castellvell. El 1197 aquest en cedí la meitat dels delmes i termes al Bisbe de Tarragona, i empenyorà el castell, cosa que significa que l'administració de les seves possessions no devien anar per gaire bons camins. Una neta d'Arbert de Castellvell, Alamanda, es casà el 1244 amb Guillem d'Entença, i d'aquesta manera el territori de Falset passà a mans d'aquella família, fins que el 1324, després d'una convinença feudal, retornà a la corona, amb Jaume el Just, juntament amb Tivissa, Móra i Altafalla, d'aquesta zona. Jaume II incorporà la baronia que fou dels Castellvell, dels Santmartí i dels Entença al Comtat de Prades. D'aquí ve la construcció del Palau dels Comtes de Prades, que després passà als Cardona i als Medinaceli, seu actual de la Casa de la Vila.
Tota aquesta època està marcada per diversos fets: la pobresa del país, la seva situació allunyada dels centres de poder, i les disputes per tenir-ne els drets, sobretot de cobrar-hi impostos. Hi pretenia exercir aquest dret el monestir de Santes Creus, a qui els havia cedits el Bisbe de Tarragona. A instàncies de Jaume de Prades, el 1405 el rei Martí l'Humà, eximí els habitants de Falset, moros, jueus o cristians, de tot un seguit de tributs, alhora que permetia la creació de tributs municipals. A mitjan segle xvi, hagueren de reconèixer els drets de Santes Creus sobre Falset, després de molts plets, però en aquell moment la vila ja era, per llegat hereditari, administrada pel Duc de Cardona, qui traspassà els drets de Santes Creus al comú de Falset.

### Edat moderna
Ja al segle xvii, a la Guerra dels Segadors, el 1647 ocupaven la vila Joan d'Àustria primer, i poc després el Príncep de Condé, qui posà la vila i la comarca en poder dels francesos. Fou per pocs dies, ja que els castellans ocuparen de nou Falset, sense incidents destacables. Una assemblea de caps de casa decidí per una gran majoria l'obediència a la casa d'Àustria, negant-se a continuar sota domini francès entre altres coses, segons està documentat, pel mal tracte rebut dels francesos. Tanmateix, aquests no es conformaren, i tornaren a atacar la vila, en una forta batalla de tres dies de durada. Davant de la impossibilitat de resistir més, atesa la força dels francesos, pactaren la sortida de tots els soldats castellans i de molts vilatans, i els francesos feren enderrocar les muralles de Falset, com a càstig per la seva resistència.
Al cap d'uns seixanta anys es reproduïren els incidents amb els francesos: el 1708 uns regiments francesos al servei del rei borbó, Felip V de Castella, al cap de poc de començar la Guerra de Successió, ocuparen amb 6.000 homes la vila de Falset. S'hi mantingueren durant tota la guerra, malgrat les accions del Carrasclet i del coronel austriacista Antoni Vidal, qui acabà ocupant la vila el 30 d'agost del 1714, dotze dies abans de la caiguda de Barcelona. Un cop acabada la guerra, vers 1719, el Carrasclet, que continuà en solitari la lluita contra els borbònics, hostigà més d'un cop Falset, provocant primer un increment de la guarnició militar i després la creació d'un destacament de mossos d'esquadra per tal de fer-li front. Cal destacar que en aquest moment el Castell de Falset ja devia estar tan malmès que es considerà enderrocat, i no fou inclòs entre els castells i fortificacions que Felip V manà destruir.
Els darrers anys del segle xviii van portar canvis importants per a la vila i la comarca: els il·lustrats van introduir massivament el conreu de l'avellana, que s'exportava des de Salou, i Falset fou triat com a cap de cantó per a reunir el sometent per a la Guerra Gran. Lliguem una cosa amb l'altra per un fet significatiu: el 1794 les autoritats falsetanes justificaren el retard en l'organització del sometent precisament per la imperiosa necessitat de procedir a la collita de les avellanes.
La Guerra del Francès portà enrenou i baralles internes a la vila. Hi hagué molta tensió social, i diverses vegades l'ajuntament hagué de dir que no podia pagar la contribució perquè els francesos havien cremat les collites, i que l'emigració provocada per la guerra els feia impossible d'aplicar el cadastre, per la qual cosa en demanaren la supressió. L'agost del 1810 Falset fou ocupada per l'exèrcit francès, previ el seu abandonament pels falsetans. Els francesos saquejaren la vila, assassinaren els pocs habitants que s'hi havien quedat, calaren foc a moltes cases i convertiren l'església en quadra per als seus cavalls. A finals del mateix mes el sometent del Priorat i les tropes regulars espanyoles recuperaren la vila, però encara s'hi van produir nous atacs el novembre del mateix any i el maig del 1811, i van tornar a prendre la vila. El 1812 rebé un nou atac, ara dels espanyols, i el 1813 Falset fou designada cap de cantó, en la seva aplicació a Catalunya de la divisió departamental francesa, que no perdurà acabada la guerra.

### Edat contemporània

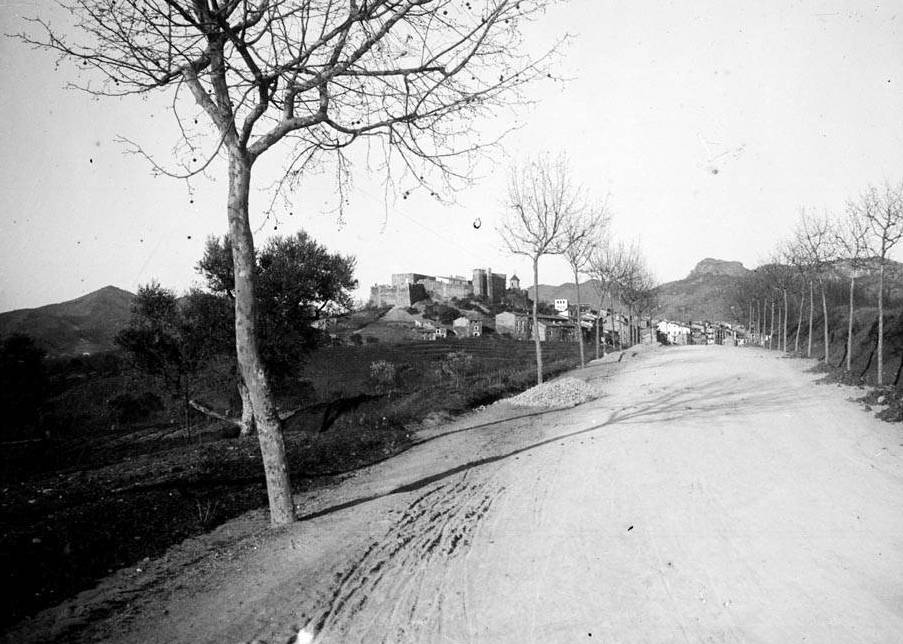
Falset, en una imatge de 1901

Els fets de la Guerra del Francès, sobretot la categoria reconeguda a Falset, feren que en la reorganització de l'estat espanyol amb el Trienni Liberal, el 1821, Falset fou designada cap de partit, amb jutjat de primera instància.
Les guerres civils del segle xix no pararen de sacsejar altra vegada Falset: el 1822 els absolutistes s'hi havien fet forts, i fou atacada pels liberals, que els en foragitaren.
La Guerra dels Malcontents, va veure com un fill de la vila, l'advocat Albert Olives, capità retirat amb el grau de tinent coronel, encapçalava la revolta i era executat a Tarragona el 1827. Tanmateix, Falset romania al costat del govern, en aquell moment. L'any següent, la vila era ascendida a Alcaldia Major, i el seu primer dignatari fou Lambert Casanova de Armedo i Roda. Aquests anys visqueren la reconstrucció, gràcies a l'Arquebisbe de Tarragona, de l'Hospital de la vila.
A la Primera Guerra Carlina, el cap carlí Manuel Carnisser va ocupar el poble i afusellà uns quants falsetans destacats. De seguida, però, fou derrotat pel liberal Llauder. El 1837 Falset fou ocupat pel carlí Tell, que en fou foragitat per les milícies liberals del Priorat, i el 1838 fou el general Ramon Cabrera i Grinyó, el Tigre del Maestrat, qui intentà ocupar Falset, però va fracassar.
En el moment de descans entre la primera i la segona guerres carlines, Falset rebé les conseqüències d'un terratrèmol, el 1845 i tot seguit una onada de forta religiositat s'emparà de la vila, principalment a partir dels sermons del pare Claret.
Just en aquells anys es produeix la publicació de l'obra de Pascual Madoz, qui dedica dos extensos articles a la vila de Falset (un pròpiament a la vila, i un altre al seu partit judicial) en el seu Diccionario geográfico.... Després d'una breu descripció geogràfica, diu que Falset gaudeix de bona ventilació, té un cel alegre i clar, i clima sa, encara que fred a l'hivern. Especifica que les malalties més comunes són de caràcter inflamatori o nerviós (efecto tal vez del abuso que se hace de las bebidas espirituosas). Després de dir que va pertànyer al ducat de Medinaceli, escriu que la població té 650 cases, generalment de dos pisos, i la població està envoltada per un mur, amb un castell deteriorat al capdamunt. Esmenta que l'antiga església parroquial era al castell, i en el lloc que ocupava s'han construït cinc presons molt segures, una habitació per al governador de la presó, una altra per al comandant militar del lloc, i una petita caserna per a una guarnició de 50 o 60 soldats. També s'hi conserven restes del Palau Ducal, a més d'una gran cisterna.
Segons Madoz sempre, els carrers de la vila són estrets i tortuosos, llevat de dos o tres, i n'hi ha molts de força costeruts. Tots estan mal empedrats. La plaça principal ja era en aquell moment la de la Quartera, amb porxos que podien aixoplugar 3.000 homes formats. La Casa de la Vila era de mides regulars (no era l'actual, en aquell moment), i disposava d'almodí, presó i habitació per al mestre i la mateixa escola, a la qual assistien entre 150 i 170 nens. A més, hi havia a la vila una escola de nenes particular, on assistien 60 alumnes. Falset també comptava en aquell moment d'hospital per a malalts pobres, refet el 1829 per l'Arquebisbe de Tarragona, església parroquial gran amb rector, vicari i set beneficiats, amb cinc capelles i una torre alta i elegant. Dins de la població hi havia tres fonts per a ús dels veïns, a més d'una, la Font Vella, fora del nucli de població. L'aigua, diu Madoz, és abundosa en clorur de sal, carbonat, potassa i sulfat de magnesi, cosa que la fa roborante (vigoritzant) i digestiva.
Entre altres coses, acaba l'article fent referència a l'economia de Falset (blat, ordi, oli i seda, a més de 6.000 quarteres d'avellanes, 400 d'ametlles i 15.000 càrregues de vi a l'any, de les quals 1.400 s'empren per a la fabricació d'aiguardent. Poc bestiar, ovelles i cabres, tot per al consum de la població, però una mica de caça, de conills, llebres i perdius. Hi ha diverses professions científiques i s'hi desenvolupen les arts mecàniques necessàries, a més de quatre fàbriques de sabó tou, tres d'aiguardent, quatre terrissaires, quatre molins de farina, un d'oli, tres confiteries i una de xocolata. La població era de 274 veïns de cadastre, i 2.995 ànimes (habitants).
A la Guerra dels Matiners, hi hagué més sotragades: la rodalia de Falset era dominada pel cap carlí Josep Ferrer, àlies el Tintoret d'Igualat, i el 1848 un altre cap matiner, el Busquetes, entrà a Falset.
El nou període d'entreguerres carlines, portà novetats i més enrenou: el 1860 la vila va veure la partença d'un bon grapat de voluntaris a la Guerra d'Àfrica, cosa que va portar noves divisions socials a la vila. A continuació, durant el sexenni revolucionari es produïren més incidents, amb trets i tot, en ocasió de les eleccions a diputats provincials i a les posteriors eleccions generals dels anys 1871 i 1872. A les primeres van sortir elegits set regidors republicans i quatre de monàrquics, cosa que va agreujar la crisi social que s'estava vivint. En aquell moment, Falset era una vila ja amb una certa solvència econòmica, i comptava amb quatre molins fariners, un trull o molí d'oli, quatre fàbriques d'aiguardent i d'altres de sabó, terrissa, confits i xocolata. Ja s'havien abandonat, però, les indústries derivades del plom de les mines de Falset i Bellmunt, i les adoberies de pells.
L'únic conflicte que va passar de puntetes per la vila, com de fet per tot Catalunya, fou la Tercera Guerra Carlina, i va començar una època d'expansió econòmica, sobretot gràcies a l'arribada del ferrocarril de Barcelona a Madrid el 1890, cosa que va comportar una revifada econòmica de la comarca, que el 1919 culminava amb la creació del Celler cooperatiu.

#### L'Ajuntament

##### Alcaldes
| - Restauració monàrquica - Francesc Llaberia (1915) - Emili Llorens i Saló - Patrici Pujol i Olives - Francesc Munté i Auqué - Josep Rocamora i Nogués - Josep Mas (1923) | - Dictadura del General Primo de Rivera - Ricard Mestres i Divorra (1923 - 1924) - Ricard Mestres i Divorra (1930) - Pere Compte i Juncosa (1930 - 1931) - Josep Cubells (1931), alcalde accidental - Pere Compte i Juncosa (1931) | - II República - Joaquim Llorens i Abelló (1931 - 1933) - Conrad Pujol i Vallduví (1939) - Dictadura del General Franco - Manuel Pujol i Larfeuil (1939) - Rafael Domènech i Casut (1967) - Josep Prous i Martí (1967 - 1970) |

Des de l'entrada en vigor del sistema democràtic d'elecció dels representants locals, Falset ha tingut sis alcaldes:
- Ramon Aleu i Jornet (1979 - 1983)
- Josep Maria Buil i Estaún (1983 - 1987)
- Ramon Aleu i Jornet (1987 - 1991)
- Josep Maria Buil i Estaún (1991 - 1995)
- Jaume Domènech i Jordà (1995 - 2007)
- Jesús Torralba i López (2007 - 2013)
- Jordi Puxeu i Vaqué (2013 - 2015)[10]
- Jaume Domènech i Jordà (2015 - 2019)
- Carlos Brull i Fornt (2019 - actualitat)[11]

##### Legislatura XII (2023-2027)
| Candidatura                  | Cap de llista             | Vots  | %      | Regidors/es |
| ---------------------------- | ------------------------- | ----- | ------ | ----------- |
| Independents per Falset - AM | Carlos Brull Fornt        | 1.023 | 71,83% | 9           |
| Junts per Falset - CM        | Roger Batllevell Castelló | 188   | 13,20% | 1           |
| Falset Pot Més - CP          | Jaume Capdevila Ortí      | 172   | 12,07% | 1           |
| Abstencions                  | -                         | 548   | 27,35% | -           |
| Vots en blanc                | -                         | 41    | 2,87%  | -           |
| Vots nuls                    | -                         | 31    | 2,13%  | -           |
| Total de participació        | -                         | 1.455 | 72,64% | 11          |
| Total de cens                | -                         | 2.003 | 100%   | -           |

L'ACTIVITAT ECONÒMICA
Tradicionalment, l'economia de Falset era del tot basada en l'agricultura, sobretot amb avellaners, vinya, oliveres, ametllers i, tot i que menys abundants, cirerers, que encara en l'actualitat són els conreus principals. Relacionada amb l'agricultura, també la ramaderia tenia un paper destacat: gallines, porcs i conills, sobretot. Actualment, l'economia està basada en el sector serveis. En aquest sentit, el fet que Falset sigui cap de comarca ha permès que, en els darrers anys, creixi el nombre d'indústries i de serveis, que representen més de la meitat de les existents al Priorat, i s'hagi format un polígon industrial, la Sort dels Capellans.
El Celler Cooperatiu, fundat el 1919, i la seva successora, la Cooperativa Agrícola Falset-Marçà, des de la seva creació s'ha dedicat a la comercialització dels productes de l'agricultura, principalment, i a la seva transformació. La indústria derivada de la vinya està sobretot representada per aquesta cooperativa, però també per diversos cellers privats. El vi es comercialitza, segons els cellers i els llocs on estiguin les vinyes, a la denominació d'origen Priorat o a la denominació d'origen Montsant.
El mercat se celebra cada dimarts al recinte de l'Euterpe.

## Festes i tradicions
La Festa Major se celebra durant la setmana de la Mare de Déu d'Agost (dia 15). Els actes més tradicionals de les festes són l'Espígol, el Ball de coques, la Batalla de flors, les Danses, la Tupinada, la cercavila, el correfoc i la Corremulassa. Així mateix, al voltant d'aquella setmana se celebren desenes d'actes com la bicicletada, la cursa popular, balls i festes, vermuts, exposicions, tallers, jocs, concerts i espectacles, entre d'altres.
El cap de setmana més proper a Santa Càndia (7 de setembre) se celebren unes festes en honor de la patrona del poble i que, fins a la dècada dels 60 del segle xx, eren la festa major de la vila. Entre els seus actes, hi destaquen la trobada de gegants i les processons d'entrada i retorn de la imatge de la patrona, que es recull en cercavila a la capella que té als afores del poble.
El cap de setmana més proper Sant Antoni (mitjans gener) es fa la festa més lluïda de Falset: l'Encamisada, on surt als carrers una gran rua de carruatges amb gent vestida tradicionalment. La festa té una vessant històrica, ja que diu la llegenda que els falsetans van vèncer les tropes de Napoleó durant la Guerra del Francès vestint-se amb camises blanques en un dia de boira i ho van celebrar amb una processó de carruatges, i una vessant religiosa, com els Tres Tombs i la benedicció dels animals. La festa, el 2015, va estar declarada Festa d'Interès Local i Nacional per la Generalitat de Catalunya.
El 3 de febrer se celebra la festa de Sant Blai, amb la rifa del tradicional i llarg coc (coca de recapte) de Sant Blai. La diada s'acaba a la plaça de Sant Blai amb una ballada de sardanes i menjant bunyols de vent amb vi ranci.
Al primer cap de setmana de maig es fa la Fira del Vi, un certamen consolidat en què es poden tastar els vins de les dues denominacions d'origen de la comarca d'on és capital, la denominació d'origen Montsant i la denominació d'origen qualificada Priorat, i al darrer cap de setmana de novembre se celebra la fira multisectorial de Sant Andreu. Tanmateix, aquestes dues darreres celebracions, tot i que contenen alguns actes festius, són de caràcter més comercial.
Les entitats culturals més importants del poble són el Centre d'Estudis Falsetans (1964) que organitza l'Encamisada i Sant Blai, l'associació musical Vila de Falset, la companyia de teatre L'Artesana, les companyies de dansa La Corranda i La Clavellinera, l'associació de La Mulassa i de La Somera de Falset, la colla gegantera de Falset, els grallers de la falç, la Txaranguins Band, l'associació de dones La Quartera, el centre excurssionista, l'associació de futbol, l'associació d'arquers, el Casal Carrasclet, la colla de diables d'en Pere Botero, que es constitueix el 1990 però es té constància de la seva presència en escrits de 1861, entre moltes d'altres.

## Serveis turístics
El ressorgiment vitivinícola de la comarca del Priorat i del turisme rural a Catalunya han fet de Falset un destí destacat. És per això que, en els darrers anys, ha crescut considerablement l'oferta d'allotjaments i de restauració. Pel que fa a l'oferta turística es pot consultar a l'Oficina de Turisme Comarcal que hi ha al Consell Comarcal del Priorat. Localment, existeix una aplicació turística que permet seguir diferents rutes guiades d'interès, es pot visitar el castell de Falset, un museu comarcal que repassa la història local i de la zona des de la prehistòria fins a l'edat moderna, i el Celler Cooperatiu Falset-Marçà, entre d'altres.

## Comunicacions
Diverses carreteres creuen el terme. La principal és la N-420 (Tarragona-Còrdova), que entra en el terme pel Coll del Guix. D'aquesta manera, Falset està connectat amb Reus i Tarragona, d'una banda, i Móra d'Ebre i Gandesa (i Flix i, en general, l'Aragó), de l'altra. Del mateix Falset cap al nord surt la T-710 (Falset-la Vilella Baixa), que du, doncs, cap al centre de la comarca del Priorat; i cap al sud la T-300 (Falset-Marçà), que arriba fins a Capçanes. Des del nord de la vila surt també la carretera T-740 (T-710, a Falset-Porrera), i des de l'extrem de ponent surt la carretera TP-7101 (Falset-Bellmunt del Priorat).
El ferrocarril no trepitja el terme de Falset, però l'estació de Marçà-Falset és comuna a les dues poblacions. Mitja dotzena de trens diaris en cada direcció enllacen Marçà amb la resta d'estacions, tot i que cadascun d'ells pot tenir un destí diferent en direcció ponent (Saragossa, Casp, Flix o Móra la Nova, sortint tots ells de Barcelona, passant per Reus i Tarragona), o un origen diferent en direcció llevant (tots, però, passen per les grans ciutats que acabem d'esmentar) i tenir parada o no a les estacions considerades secundàries.
També travessa el terme, de llevant a ponent, el GR-174, el Sender del Priorat, en el seu tram entre Porrera i Bellmunt del Priorat.

## Demografia
| 1497 f | 1515 f | 1553 f | 1717 | 1787  | 1857  | 1877  | 1887  | 1900  | 1910  |
| ------ | ------ | ------ | ---- | ----- | ----- | ----- | ----- | ----- | ----- |
| 178    | 207    | 216    | 837  | 2.437 | 3.421 | 3.641 | 3.952 | 3.573 | 3.490 |

| 1920  | 1930  | 1940  | 1950  | 1960  | 1970  | 1981  | 1990  | 1992  | 1994  |
| ----- | ----- | ----- | ----- | ----- | ----- | ----- | ----- | ----- | ----- |
| 3.024 | 2.658 | 2.339 | 2.338 | 2.484 | 2.517 | 2.657 | 2.592 | 2.589 | 2.589 |

| 1996  | 1998  | 2000  | 2002  | 2004  | 2006  | 2008  | 2010  | 2012  | 2014  |
| ----- | ----- | ----- | ----- | ----- | ----- | ----- | ----- | ----- | ----- |
| 2.504 | 2.461 | 2.448 | 2.581 | 2.627 | 2.717 | 2.807 | 2.935 | 2.894 | 2.838 |

| 2016  | 2018  | 2020  | 2022  | 2024  | 2026 | 2028 | 2030 | 2032 | 2034 |
| ----- | ----- | ----- | ----- | ----- | ---- | ---- | ---- | ---- | ---- |
| 2.834 | 2.807 | 2.735 | 2.740 | 2.856 | -    | -    | -    | -    | -    |